# Florão (arquitetura)

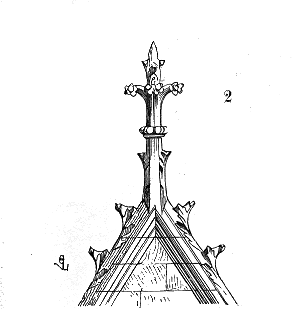
Ilustração de Viollet-le-Duc, de remate com cogulhos e florão, 1856

Florão, também designado crista, é a designação de um pequeno elemento arquitectónico decorativo em pedra difundido em edifícios da Idade Média, presente sobretudo no estilo gótico. Geralmente situado em locais altos como parte integrante de elementos de acentuação de verticalidade, o florão surge como remate isolado no topo de pináculos, gabletes, etc., onde proliferam também cogulhos.
Este elemento é a representação estilizada de uma flor (por exemplo a flor-de-lis) e é composto por um elemento central vertical rodeado de quatro folhas ou pétalas que se abrem para o exterior e que, em conjugação, formam uma planta e alçado cruciformes. Florões podem também surgir em par (um por cima do outro).